# Ole Rømer
Ole Christensen Rømer /o(ː)lə ˈʁœːˀmɐ/ (Aarhus, 25 settembre 1644 – Copenaghen, 19 settembre 1710) è stato un astronomo danese.
A lui si deve la prima misura quantitativa della velocità della luce (corrispondente a circa 225 000 km/s) nel 1676.

## Biografia
Rømer lavorò inizialmente come assistente del matematico Erasmus Bartholin a Copenaghen. Jean Picard, astronomo e abate francese, che aveva il compito di tracciare una più precisa carta geografica del continente,si recò a Copenaghen nell'agosto del 1671. Qui incontrò Bartholin e Rømer, e rimase positivamente impressionato dal giovane assistente Consentì a Rømer di effettuare le misurazioni delle eclissi di Io, le stesse che Cassini stava osservando a Parigi. Rømer cominciò così a familiarizzare con i movimenti del satellite mediceo. Dopo otto mesi di lavoro, Picard propose al giovane assistente di seguirlo a Parigi. Rømer fu quindi assunto dal governo
francese.
Nel 1681 ritornò in Danimarca ove fu nominato professore di astronomia presso l'Università di Copenaghen. Era un attivo astronomo, sia all'osservatorio dell'università sia a casa propria. Utilizzava, per lo più, strumenti improvvisati di sua costruzione. Sfortunatamente le sue osservazioni non sono arrivate a noi: sono andate perdute nel grande incendio di Copenaghen nel 1728.
Come matematico del regno, introdusse il primo sistema nazionale per i pesi e le misure in Danimarca il 1º maggio 1683. Inizialmente basato sul passo del Reno, cambiò in un sistema nazionale più accurato nel [1698]. Misure successive degli standard fabbricati per le misure di lunghezza e volume mostrarono un'eccellente accuratezza. Il suo obiettivo era quello di raggiungere una definizione basata su costanti astronomiche, usando un pendolo. Questo avvenne dopo la sua morte. Da ricordare anche la sua definizione per il nuovo miglio danese: esso era pari a 24 000 piedi danesi, che corrispondono a 4 minuti di latitudine; questo permise una navigazione più facile.
Nel 1700, cercò di convincere il re a introdurre il calendario gregoriano in Danimarca e in Norvegia.
Sviluppò anche la prima scala delle temperature. Fahrenheit gli fece visita nel 1708 e lo aiutò nella creazione della scala Rømer. Il risultato è simile alla scala di temperatura Fahrenheit, usata ancora oggi in alcuni paesi.
Fondò anche numerose scuole di navigazione, in molte città danesi.
Nel 1705, fu insignito della carica di capo della polizia di Copenaghen, una posizione che mantenne fino alla morte nel 1710. Come prima delle sue decisioni, licenziò l'intera forza di polizia, convinto che il morale del reparto fosse spaventosamente basso. Fu l'inventore dei primi lampioni stradali (a olio) a Copenaghen e si impegnò a controllare i poveri, i senza lavoro e le prostitute di Copenaghen. Questo cominciò, in Danimarca, una riforma sociale.

## Rømer e la velocità della luce
La determinazione della longitudine è un problema pratico in cartografia e nella navigazione.
Re Filippo III di Spagna offrì un premio per un metodo per la determinazione della longitudine di una nave in mare aperto. Galileo propose un metodo per stabilire l'ora e, di conseguenza, la longitudine, basandosi sui tempi delle eclissi delle lune di Giove; questo metodo non fu sviluppato in maniera più significativa, in quanto precisi orologi meccanici furono inventati nel XVIII secolo. Galileo propose questo metodo al re di Spagna (1616-1617), ma fu giudicato poco pratico, per l'inaccuratezza delle tabelle di Galileo e per la difficoltà di osservare le eclissi da una nave.
Dopo aver studiato il problema a Copenaghen, Rømer si recò all'osservatorio di Uraniborg, sull'isola di Hven, vicino a Copenaghen, nel 1671. Dopo diversi mesi, Jean Picard e Rømer osservarono circa 140 eclissi della luna di Giove, Io, mentre a Parigi, Giovanni Cassini, osservava le stesse eclissi. Confrontando i tempi delle eclissi, fu calcolata la differenza di longitudine tra Parigi e Uraniborg.
Cassini osservò le lune di Giove tra il 1666 e il 1668 e scoprì delle discrepanze nelle sue misure che, in un primo momento, aveva attribuito al fatto che la luce dovesse avere velocità finita. Nel 1672 Rømer si recò a Parigi e continuò a osservare i satelliti di Giove come assistente di Cassini. Unendo le proprie osservazioni, si accorse che i tempi tra le eclissi (in particolare di Io) diventavano più brevi quando la Terra si avvicinava a Giove e più lunghi quando la Terra si allontanava. Cassini pubblicò nell'agosto del 1675 una memoria dove affermava:
Cette seconde inégalité paraît venir de ce que la lumière emploie quelques temps à venir du satellite jusqu'à nous, et qu'elle met environ dix à onze minutes à parcourir un espace égal au demi-diamètre de l'orbite terrestre.
(tradotto)
Questa seconda differenza sembra essere dovuta al fatto che la luce impiega un certo tempo per raggiungerci, partendo dal satellite; sembra che la luce impieghi dai dieci agli undici minuti per attraversare una distanza uguale alla metà del diametro dell'orbita terrestre.
Rømer stimò che il tempo impiegato dalla luce per percorrere il diametro dell'orbita terrestre, una distanza di due unità astronomiche, fosse di circa 22 minuti. Questo si rivelò essere più grande, ma confrontabile, del valore accettato ai giorni nostri, che è di circa 16 minuti e 40 secondi.
La sua scoperta venne presentata alla Académie royale des sciences e riassunta più tardi in una pubblicazione, "Démonstration touchant le mouvement de la lumière trouvé par M. Roemer de l'Académie des sciences", il 7 dicembre 1676. Nella pubblicazione Rømer affermava «che per una distanza di circa 3000 leghe, valore molto prossimo al diametro della Terra, la luce impiega meno di un secondo di tempo ». Una placca all'osservatorio di Parigi, dove l'astronomo danese lavorava, commemora quella che fu, in effetti, la prima misura di una quantità universale sul nostro pianeta.
Poiché Rømer non aveva una misura accurata per l'unità astronomica, egli non poté dare un valore per la velocità nella sua pubblicazione, oltre al già menzionato valore di massima. In ogni caso, molti altri calcolarono la velocità partendo dai suoi dati, primo fra tutti fu Christiaan Huygens; dopo aver corrisposto con Rømer e avendo a disposizione più dati, Huygens dedusse che la luce viaggiava a 16,6 diametri della Terra per secondo. Se Rømer avesse usato la distanza tra Sole e Terra della quale era in possesso a quel tempo, avrebbe ottenuto una velocità di circa 135 000 km/s.
La teoria che la velocità della luce fosse finita, non fu pienamente accettata fino alla misura della cosiddetta aberrazione della luce, effettuata da James Bradley nel 1727. Nel 1809, ancora facendo uso delle osservazioni di Io, ma questa volta con la conoscenza di più di un secolo di precise osservazioni, l'astronomo Delambre calcolò che il tempo impiegato dalla luce per viaggiare dal Sole alla Terra fosse di 8 minuti e 12 secondi. A seconda del valore assunto per l'unità astronomica, questo porta a calcolare la velocità della luce a poco meno di 300 000 km/s.

## Riconoscimenti
Gli è stato dedicato:
- un asteroide, 2897 Ole Römer
- il Cratere Römer, di 39 km di diametro sulla Luna[1]
- una fessura di 110 km di lunghezza sulla Luna, Rimae Römer[2].